# Ghosts of Joseon
Ghosts of Joseon (en hangul, 이조괴담; romanización revisada, Ijogoedam; McCune-Reischauer, Ichokoetam), también conocida como A Ghost Story of Joseon Dynasty (Un fantasma de la dinastía Joseon), es una película de terror coreano de 1970 dirigida por Shin Sang-ok.

## Trama
El príncipe Yeonsan-Gun desea a Yahwa, cuyo esposo, Yun Pil-u, fue ejecutado después de haber sido tildado de traidor. Yahwa decide quitarse la vida con el fin de reunirse con Pil-u, pero antes de morir le pide a su gato que se vengue de ellos. Posteriormente, los cuerpos de damas de la corte y los guardias de patrulla que se encuentran muertos en el palacio todas las mañanas, y los fantasmas de Yahwa y Yun-Pil, se ven acompañados por el maullido de un gato. Kim Chung-won, amigo Pil-u y jefe de los guardias, usa el poder de un sacerdote budista para deshacerse de los fantasmas y restaurar la paz en la nación.

## Reparto
- Jo Su-hyeon
- Choe Ji-suk
- Jeon Young-ju
- Lee Gang-hui
- Choe Gwang-ho
- Lee Ki-young
- Choe In-suk
- Yun So-ra
- Gang Seong-hui
- Lee Nam-hui
- Park Bu-yang
- Jeon Shook
- Sin Dong-ok
- Lee Jong-cheol
- Ji Bang-yeol